# Olonkho
Il termine Olonkho (in russo Олонхо́?, Oloncho; in jakuto: Олоҥхо; in kazako: Олонхо, in baschiro: Олонхо) si riferisce sia alla tradizione epica jakuta, una delle più antiche rappresentazioni epiche dei popoli turchi, sia all'epica che è al centro di questa tradizione. È ancora oggi recitato sporadicamente nella Repubblica di Sacha (Jacuzia), nell'Estremo Oriente russo. Sorto nel contesto familiare come una forma di intrattenimento e spesso come un mezzo educativo nelle tradizioni e miti turchi, l'Olonkho è tanto un'epopea come un'arte intrattenitiva. Gli incaricati di mettere in scena i suoi diversi episodi, composti tra i 10.000 e i 15.000 versi, sono alcuni rapsodi che, grazie a una lunga preparazione, sono in grado di declamare, cantare, interpretare e improvvisare in modo che i diversi personaggi e le situazioni prendano vita.
Depositaria della memoria dei popoli turchi, l'epopea Olonkho fa parte del retaggio culturale degli abitanti della Repubblica autonoma di Sacha (Jacuzia), nell'estremo est della Russia. La lotta del bene contro il male è il tema principale di questa narrazione, che raccoglie un grande numero di leggende su divinità, mostri, guerrieri e spiriti che abitano in tre mondi distinti, oltre a riferimenti a eventi contemporanei, come la fine delle società nomadi. Quando viene rappresentata in pubblico, questa storia combina le parti parlate con quelle cantate. Ogni azione e personaggio racconta con una melodia propria, in modo che i narratori (olonkhosut) devono mostrare sensibilità musicale e capacità di improvvisazione per mantenere viva l'attenzione del pubblico durante la loro interpretazione. Agli inizi del XX secolo, l'epopea ha conosciuto un'epoca di splendore, che ha dato inoltre vita a opere teatrali moderne. Con l'instaurazione del regime sovietico, la tradizione venne proibita, provocando la riduzione del numero di praticanti.